# Zakaria Sawo
Zakaria Sarjo Sawo, född 11 januari  2000, är en svensk-gambisk fotbollsspelare som spelar för Djurgårdens IF.

## Klubbkarriär
Sawo spelade juniorfotboll i BK Olympic och återvände dit som seniorspelare i januari 2018. Redan i juli samma år bytte han klubb, nu till FC Rosengård. I januari 2021 gick han upp en division när han skrev på för Oskarshamn AIK i Ettan södra. Efter säsongen 2021 röstades ett av hans mål fram till årets mål i Ettan Södra. I juli 2022 lämnade han Oskarshamn och gick till IK Start i Norge. I augusti 2023 såldes han till Aris Limassol på Cypern.
Den 25 mars 2025 värvades han av Djurgårdens IF på ett 4-årskontrakt.

## Statistik

### Klubblag
| Klubb                           | Säsong             | Liga                       | Liga    | Liga | Liga   | Nationell cup | Nationell cup | Nationell cup | Internationell cup | Internationell cup | Internationell cup | Totalt  | Totalt | Totalt |
| Klubb                           | Säsong             | Division                   | Matcher | Mål  | Assist | Matcher       | Mål           | Assist        | Matcher            | Mål                | Assist             | Matcher | Mål    | Assist |
| ------------------------------- | ------------------ | -------------------------- | ------- | ---- | ------ | ------------- | ------------- | ------------- | ------------------ | ------------------ | ------------------ | ------- | ------ | ------ |
| BK Olympic                      | 2018               | Division 2 Västra Götaland | 8       | 1    | 0      | —             | —             | —             | —                  | —                  | —                  | 8       | 1      | 0      |
| BK Olympic                      | Totalt             | Totalt                     | 8       | 1    | 0      | —             | —             | —             | —                  | —                  | —                  | 8       | 1      | 0      |
| FC Rosengård                    | 2018               | Division 2 Västra Götaland | 10      | 1    | 0      | 1             | 0             | 0             | —                  | —                  | —                  | 11      | 1      | 0      |
| FC Rosengård                    | 2019               | Division 2 Västra Götaland | 23      | 3    | 0      | 5             | 1             | 0             | —                  | —                  | —                  | 28      | 4      | 0      |
| FC Rosengård                    | 2020               | Division 2 Västra Götaland | 6       | 2    | 0      | —             | —             | —             | —                  | —                  | —                  | 6       | 2      | 0      |
| FC Rosengård                    | Totalt             | Totalt                     | 39      | 6    | 0      | 6             | 1             | 0             | —                  | —                  | —                  | 45      | 7      | 0      |
| Oskarshamn AIK                  | 2021               | Ettan Södra                | 28      | 6    | 0      | 3             | 0             | 0             | —                  | —                  | —                  | 31      | 6      | 0      |
| Oskarshamn AIK                  | 2022               | Ettan Södra                | 14      | 7    | 1      | —             | —             | —             | —                  | —                  | —                  | 14      | 7      | 1      |
| Oskarshamn AIK                  | Totalt             | Totalt                     | 42      | 13   | 1      | 3             | 0             | 0             | —                  | —                  | —                  | 45      | 13     | 1      |
| IK Start                        | 2022               | 1. divisjon                | 13      | 3    | 1      | —             | —             | —             | —                  | —                  | —                  | 13      | 3      | 1      |
| IK Start                        | 2023               | 1. divisjon                | 8       | 5    | 1      | 1             | 0             | 0             | —                  | —                  | —                  | 9       | 5      | 1      |
| IK Start                        | Totalt             | Totalt                     | 21      | 8    | 2      | 1             | 0             | 0             | —                  | —                  | —                  | 22      | 8      | 2      |
| Aris Limassol FC                | 2023/24            | Cyperns förstadivision     | 22      | 7    | 1      | 3             | 0             | 3             | —                  | —                  | —                  | 25      | 7      | 4      |
| Aris Limassol FC                | 2024/25            | Cyperns förstadivision     | 21      | 3    | 2      | 1             | 0             | 0             | —                  | —                  | —                  | 22      | 3      | 2      |
| Aris Limassol FC                | Totalt             | Totalt                     | 43      | 10   | 3      | 4             | 0             | 3             | —                  | —                  | —                  | 47      | 10     | 6      |
| Djurgårdens IF                  | 2025               | Allsvenskan                | 0       | 0    | 0      | 0             | 0             | 0             | 0                  | 0                  | 0                  | 0       | 0      | 0      |
| Djurgårdens IF                  | Totalt             | Totalt                     | 0       | 0    | 0      | 0             | 0             | 0             | 0                  | 0                  | 0                  | 0       | 0      | 0      |
| Totalt i karriären              | Totalt i karriären | Totalt i karriären         | 153     | 38   | 6      | 14            | 1             | 3             | —                  | —                  | —                  | 167     | 39     | 9      |
| Senast uppdaterad 25 mars 2025. |                    |                            |         |      |        |               |               |               |                    |                    |                    |         |        |        |